# Chiesa di Santa Teresa di Gesù
La Chiesa di Santa Teresa di Gesù anche nota come Chiesa di Santa Teresa e di San Pasquale, è un edificio di culto cattolico di Torre Annunziata, situato in Piazza Ernesto Cesaro nel quartiere Terravecchia, facente parte del 13º decanato dell'Arcidiocesi di Napoli.

## Storia
Dedicata anche a Santa Maria di Costantinopoli, è conosciuta anche come chiesa di San Pasquale per la presenza dei Frati Alcanterini fino al 1866.
Unitamente al convento fu costruita dalla famiglia Piccolomini, feudatari di Terravecchia di Boscotrecase nel 1639 e donata all'ordine dei Carmelitani scalzi il 3 aprile 1645.
In seguito ad una lite tra la famiglia Balzano ed il Conte di Celano Giovanni Piccolomini, l'intera struttura fu restituita a quest'ultimo che, il 22 maggio 1651 la donò al figlio Ambrogio, padre dell'Ordine degli Olivetani.

Con la soppressione degli ordini religiosi operata da Giuseppe Bonaparte il 13 febbraio 1807, il convento passò al Regio demanio e la chiesa fu lasciata alla popolazione per gli esercizi spirituali, ma nel 1811 anch'essa divenne proprietà demaniale ed adibita a laboratorio di fuochi per il Regio Esercito.
Con la restaurazione borbonica, il Re Ferdinando II restituì la chiesa ai padri alcanterini nel 1844 ed il convento nel 1849, oltre ad un aiuto economico pari a 3000 ducati dal comune di Torre Annunziata. Fu riconsacrata nel 1853 dal Cardinale di Napoli Sisto Riario Sforza. Nel dicembre del 1867 il convento, in seguito alla legge eversiva n. 3036 del 1866, fu soppresso e trasformato in Ospedale. I pochi frati francescani rimasti occuparono solo un piccolo spazio della struttura per scomparire poi del tutto nel 1911.

Nel 1932 fu richiesto all’amministrazione dell’Ospedale Civile di Torre Annunziata, l’acquisto di 150 mq di terreno per costruire un conventino sul lato destro della chiesa, sviluppato su tre piani, posto tra la parrocchia ed il palazzo Monaco del settecento.
Il 15 maggio 1934 alla presenza del Cardinale Alessio Ascalesi, fu posta la prima pietra del convento e consegnato ai frati nel 1936.

Filiana della Santuario dello Spirito Santo, fu elevata a parrocchia nel 1964 dal Cardinale Alfonso Castaldo.
Nel 2010 il convento fu chiuso e gli ultimi tre frati rimasti furono trasferiti in altre strutture campane.
Il 14 ottobre 2019 il Cardinale Crescenzio Sepe firmò il decreto che affidò la chiesa in solidum con la Parrocchia del Sacro Cuore di Gesù.

## Descrizione

### Chiesa
Allargata nel XIX secolo, la chiesa, a pianta rettangolare, è formata da una sola navata di 28,2 x 9,4 metri. Addossati alle pareti vi sono 14 pilastri lisci di ordine corinzio con relativo cornicione.

Il presbiterio si raggiunge salendo tre scalini, nell'abside, il trono è sormontato nel suo catino da una pala del '600 di autore ignoto, raffigurante Santa Teresa d'Avila che ottiene dalla Madonna lo spegnimento dell'incendio causato dall'eruzione del Vesuvio del 1631.

#### Cappelle
A sinistra e a destra ci sono due cappelle larghe circa 4 metri fra le quali vi sono due arcate di circa 2 metri e cinque colonne rettangolari.

Nella prima cappella a sinistra c'é una nicchia con la statua di San Francesco alla cui destra trova posto il Battistero.

Nella seconda cappella vi sono tre nicchie con le statue di San Giuseppe col Bambino, dell'Immacolata e del Sacro Cuore.

Nella prima cappella a destra ci sono le statue del Bambin Gesù, di Sant'Antonio con il Bambino e di Giovan Giuseppe della Croce.

Nella seconda cappella le statue di Santa Rita, San Pasquale e dell'Addolorata.

### Convento
Nel convento è conservato un quadro del '700 raffigurante la glorificazione di S. Teresa d’Avila, di autore ignoto, ai piedi della santa si notano i committenti forse Giovanni Piccolomini, ed Eleonora Loffredo principessa di Maida.